# Montipora capricornis
Montipora capricornis är en korallart som beskrevs av Veron 1985. Montipora capricornis ingår i släktet Montipora och familjen Acroporidae. IUCN kategoriserar arten globalt som sårbar. Inga underarter finns listade i Catalogue of Life.

## Bildgalleri

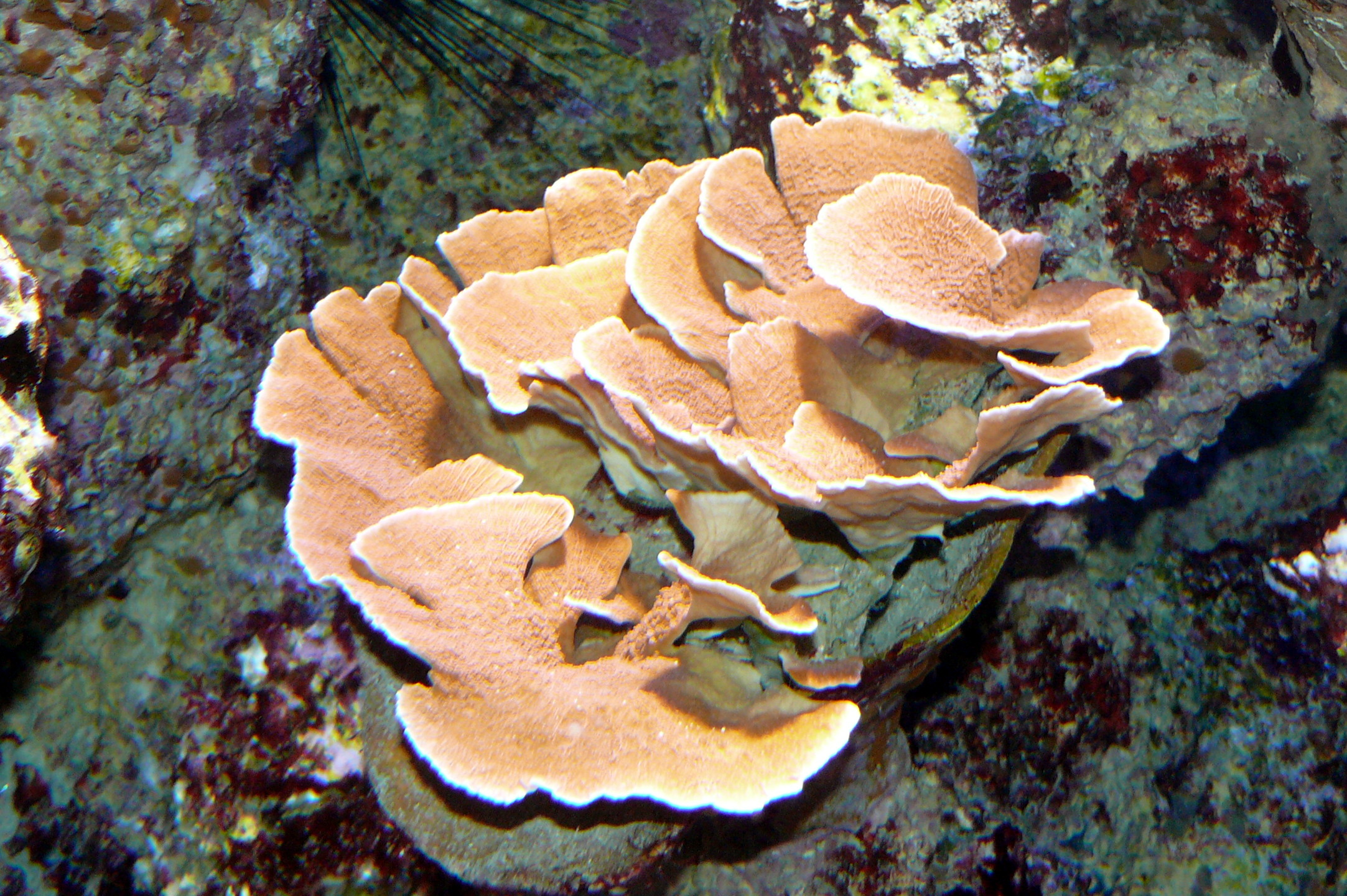
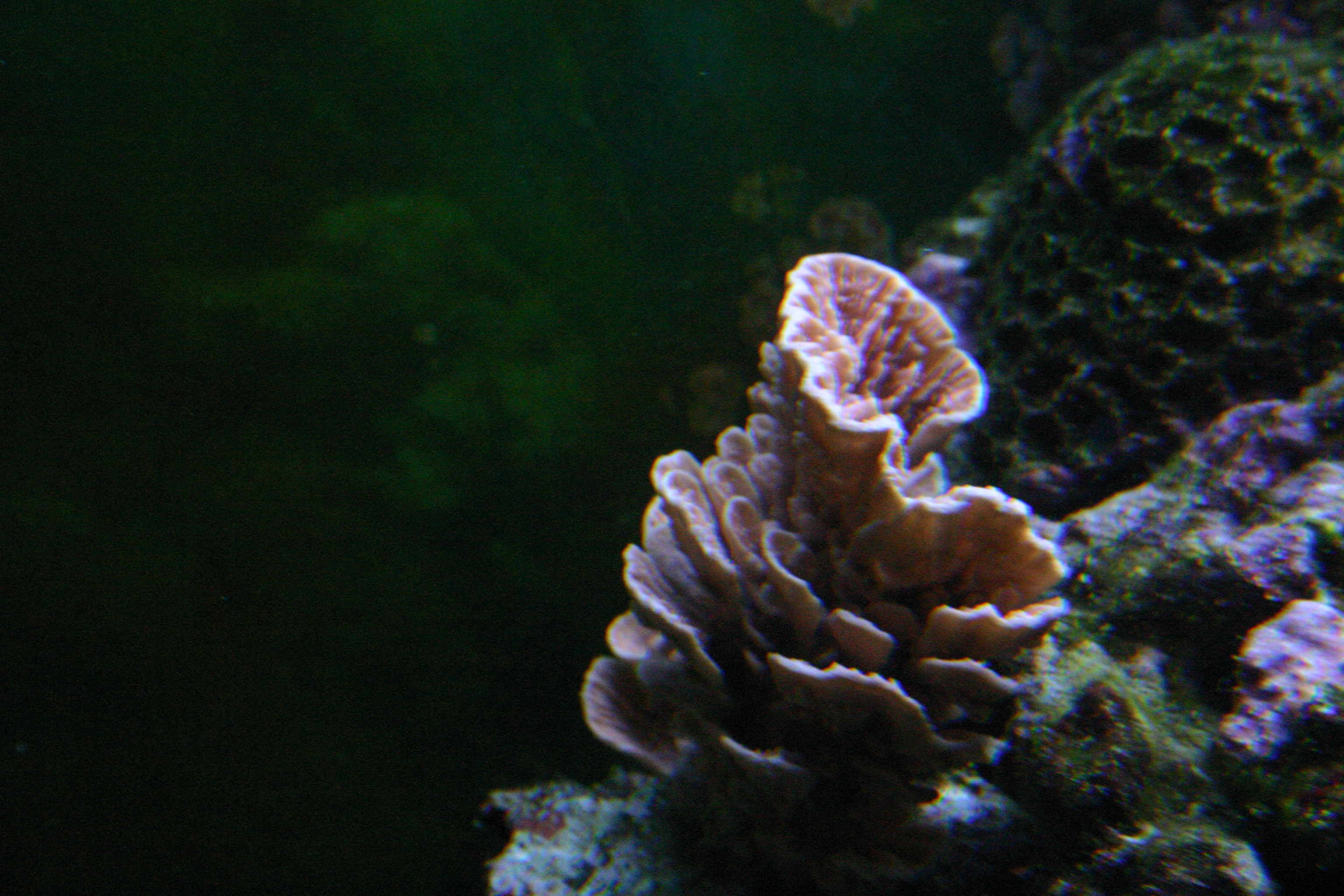